# Anders Jessen
Anders Jessen (født 27. januar 1851 i Hjarup, død 9. oktober 1929 i Vamdrup) var en dansk gårdejer og politiker. Hans var medlem af Folketinget fra 1898 til 1910. Han var valgt for Venstrereformpartiet, men forlod partiet i 1909.
Jessen var søn af Gårdejer Jeppe Jessen på Østergård i Hjarup sydvest for Kolding. Han gik på Askov Højskolei i nogle vintre og var værnepligtig i Fredericia hvor han gik korporalskolen. Han købte en gård i Hadsten i 1877, men vendte tilbage til fødeegnen for at overtage sin fars gård i starten af 1880'erne. Han drev gården til 1915, hvor en søn overtog den, og han flyttede til Vamdrup.
Jessen havde en del tillidsposter. Han var formand for Hjarup Andelsmejeri "Enghavegård" fra det blev oprettet i 1885. Han var medlem af sognerådet i Vamdrup-Hjarup Kommune fra 1889 til 1894. Han var formand for Skolekommissionen, formand for Hjarup Hesteforsikring, menighedsrådsmedlem og medlem af bestyrelsen for en brugsforening.
Politisk tilhørte han Venstrereformpartiet. Han stillede op i Vonsildkredsen ved folketingsvalget i 1898. Ved valget vandt han over gårdejer Jeppe Paulin fra Højre, som havde vundet kredsen fra Enevold Sørensen i 1892 og forsvaret sit folketingsmandat i 1895. Det blev efterfølgende til genvalg for Jessen indtil han ved valget i 1910 ikke længere genopstillede. Han havde forinden i 1909 brudt med Venstrereformpartiet og tilsluttet sig den udbrydergruppe som var dannet i protest mod partiets holdning til forsvaret og Københavns befæstning.